# Regalmspitze
Die Regalmspitze (auch Regalpspitze) ist ein 2253 m ü. A. hoher, weniger bekannter Berg im Kaisergebirge in den nördlichen Kalkalpen. Spricht man von der Regalmwand (auch Regalpwand), ist der westlich vorgelagerte, 2227 m hohe Nebengipfel der Regalmspitze gemeint. Nordöstlich der Regalmspitze befindet sich ein weiterer Nebengipfel, der 2226 m hohe, mit rund 80 Metern steil aus dem Grat aufragende Regalmturm.

## Lage
Die Regalmspitze und ihr Nebengipfel erheben sich im östlichen Teil des Kaisergebirges, häufig auch als Ostkaiser bezeichnet. Sie liegen etwas östlich vom Kleinen Törl und westlich der höheren und bekannteren Ackerlspitze. Die Regalmspitze bildet den südlichen Eckpunkt im Hauptkamm des Ostkaisers. Westseitig schließt der Grat vom Gipfel über die Regalmwand an die Törlwand an, nordostseitig setzt sich der Grat über den Regalmturm zur Westlichen Hochgrubachspitze fort. Von Süden, etwa von Going aus betrachtet, bildet der Ostkaiser eine berühmte Bergkulisse, dabei ist auch die Regalmspitze zu sehen. Der Berg gehört zur Gemeinde Kirchdorf in Tirol.

## Routen

### Zustiege
Die Regalmspitze zählt aufgrund des anspruchsvollen Aufstieges zu den unbekannten und selten bestiegenen Gipfeln des Wilden Kaisers. Die Normalroute darf nur von erfahrenen Bergsteigern mit Trittsicherheit, Schwindelfreiheit und Klettergewandtheit begangen werden. Der Zustieg erfolgt meist von Süden, also von der Gaudeamushütte oder von der Ackerlhütte über den markierten Gildensteig vorbei an der Wildererkanzel in vielen Serpentinen bis zur Gedenktafel südlich unterm Kleinen Törl, Zeitaufwand rund 2¾ Stunden von der Wochenbrunneralm. Ebenfalls möglich ist der Zustieg von Norden, also von der Griesner Alm im Kaiserbachtal über die Fritz-Pflaum-Hütte und das Kleine Törl bis zur Gedenktafel, Zeitbedarf etwa 1½ Stunden.

### Normalweg
Bei der erwähnten Gedenktafel zweigt die markierte, aber ungesicherte Normalroute auf die Regalmwand ab. Über Schrofen zu einer Felsrinne, durch diese hinauf, dann weiter über Schrofengelände und kurze Felsstufen (I. Schwierigkeitsgrad nach UIAA) bis zur Scharte zwischen Regalmwand und Regalmspitze. Dort muss das 5 m hohe, senkrechte Wandl überwunden werden (II). Darüber geht es problemlos über leichte Felsen hinauf zum Gipfel der Regalmwand (ohne Gipfelkreuz, aber mit Buch). Zeitaufwand rund 45 Minuten.
Der Weiterweg zur höheren Regalmspitze erfolgt durch Abklettern durch einen engen Kamin, südseitig um eine brüchige Stelle herum und durch eine griffige Rinne hinab. Jenseits des tiefsten Punktes zwischen Regalmwand und -spitze (Scharte) durch eine brüchige Rinne hinauf zum höchsten Punkt der Regalmspitze (durchgehend II).

### Alternativrouten
Weitere Anstiege sind aus dem Griesener Kar möglich (I, steinschlaggefährdet, nicht lohnend) und von Osten von der Regalmscharte (III, guter Fels).

### Regalmturm
Der Regalmturm ist nur für gute Bergsteiger mit Kletterkönnen und gutem Orientierungssinn erreichbar und wird nur sehr selten bestiegen. Der Normalweg (IV-) führt aus der Regalmscharte zum Gipfel, wobei zunächst das Griesener Kar traversiert wird und sodann zur Regalmscharte hin steil über Geröll und Schrofen aufgestiegen wird. Alternativ zweigt man vom Normalweg zur westlichen Hochgrubachspitze unterhalb des Schönwetterfensterls nach links ab und erreicht über sehr brüchige Rinnen und Schrofen die Scharte. Der Gipfelaufstieg beginnt ca. 20 m östlich unterhalb der Scharte und führt in ca. 3 Seillängen erst über die Ostwand, dann über die Südseite zum höchsten Punkt.